# Селаж
Селаж — румунський жудець у історичній області Трансильванія. Адміністративний центр — місто Залеу.

## Господарство
У промисловому секторі повіту переважають:
- машинобудування (машинне устаткування);
- харчова промисловість;
- текстильна;
- паперова та деревообробна.

## Адміністративний поділ
Жудець поділено на 1 муніципію, 3 міста та 56 комун. Серед селищ повіту — Джуртелеку Шимлеулуй.

### Муніципії
- Залеу

### Міста
- Чеху-Сілванієй
- Жибоу
- Шимлеу-Сілванієй

## Персоналії
- Симеон Бернуціу
- Бела Кун
- Аді Ендре